# Hernádpetri
Hernádpetri is een plaats (község) en gemeente in het Hongaarse comitaat Borsod-Abaúj-Zemplén. Hernádpetri telt 253 inwoners (2001).